# 與曽井章平
與曽井 章平（よそい しょうへい、1913年（大正2年）9月20日 - 1993年（平成5年）11月26日）は、日本の社会学者。愛知教育大学名誉教授。

## 略歴・人物
長野県生まれ。1931年（昭和6年）旧制松本第二中学（現長野県松本県ヶ丘高等学校）卒業。松本高等学校を経て、1936年（昭和11年）東京帝国大学文学部を卒業。
愛知学芸大学（現愛知教育大学）教育学部教授。
1976年（昭和51年）定年退官。愛知教育大学名誉教授。退官後は、信州大学医療技術短期大学部教授を務めた。

## 著作論文・共著編
- 『社会学入門 : 社会集団を中心として』社会学研究会 編 朝倉書店 1956
- 『社会科教育の構造-1-』社会科学論集
- 『核家族世帯の構造』社会科学論集
- 『工場従業員の苦情調査』愛知学芸大学研究報告
- 『名古屋市の二つの大工場における人間関係の調査:苦情調査を通して』社会学評論
- 『中小企業集団の構造:名古屋市西区菓子屋街の場合 』社会学評論

ほか